# Bulova

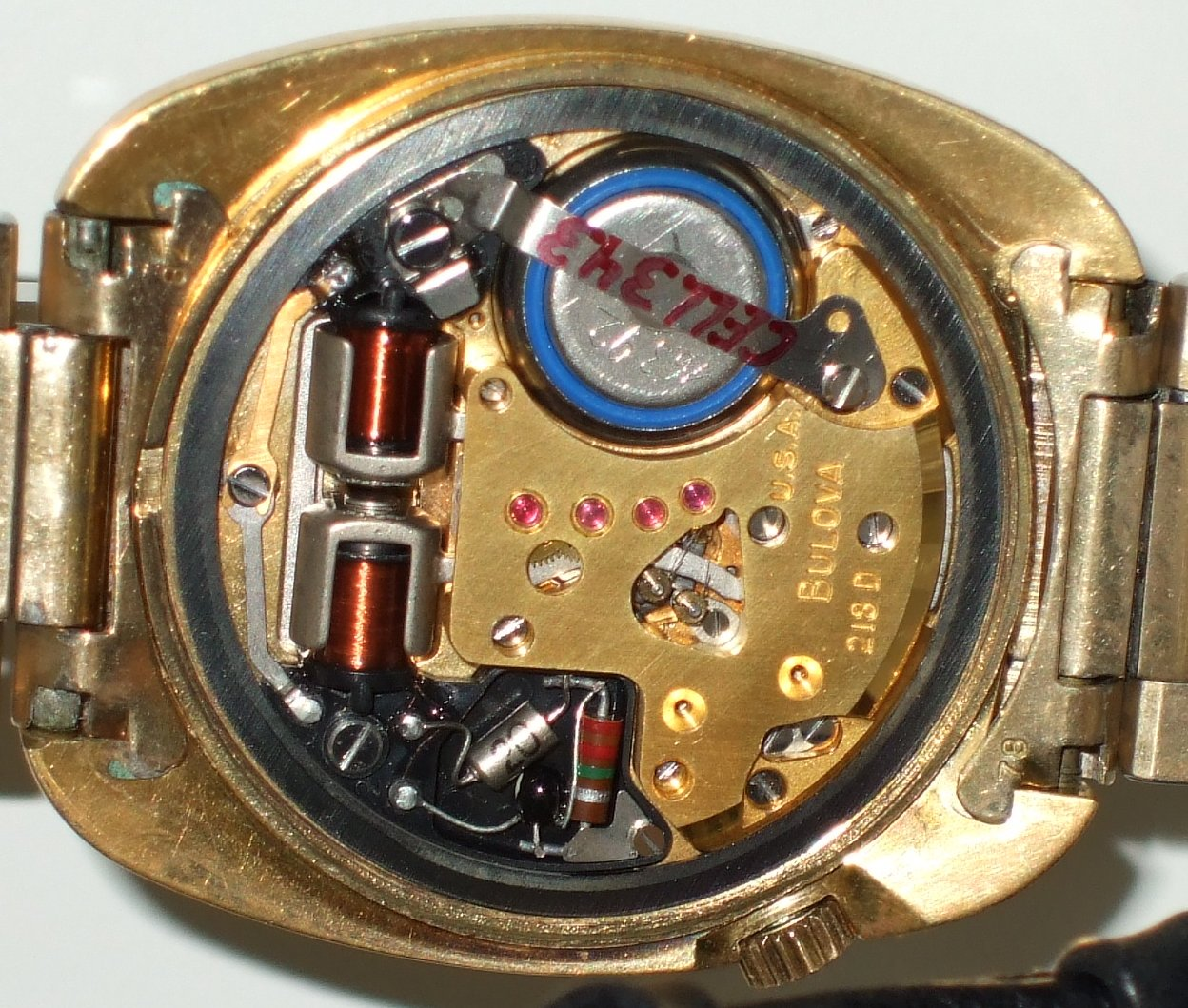
Diapasó d'un Bulova Accutron de 1971

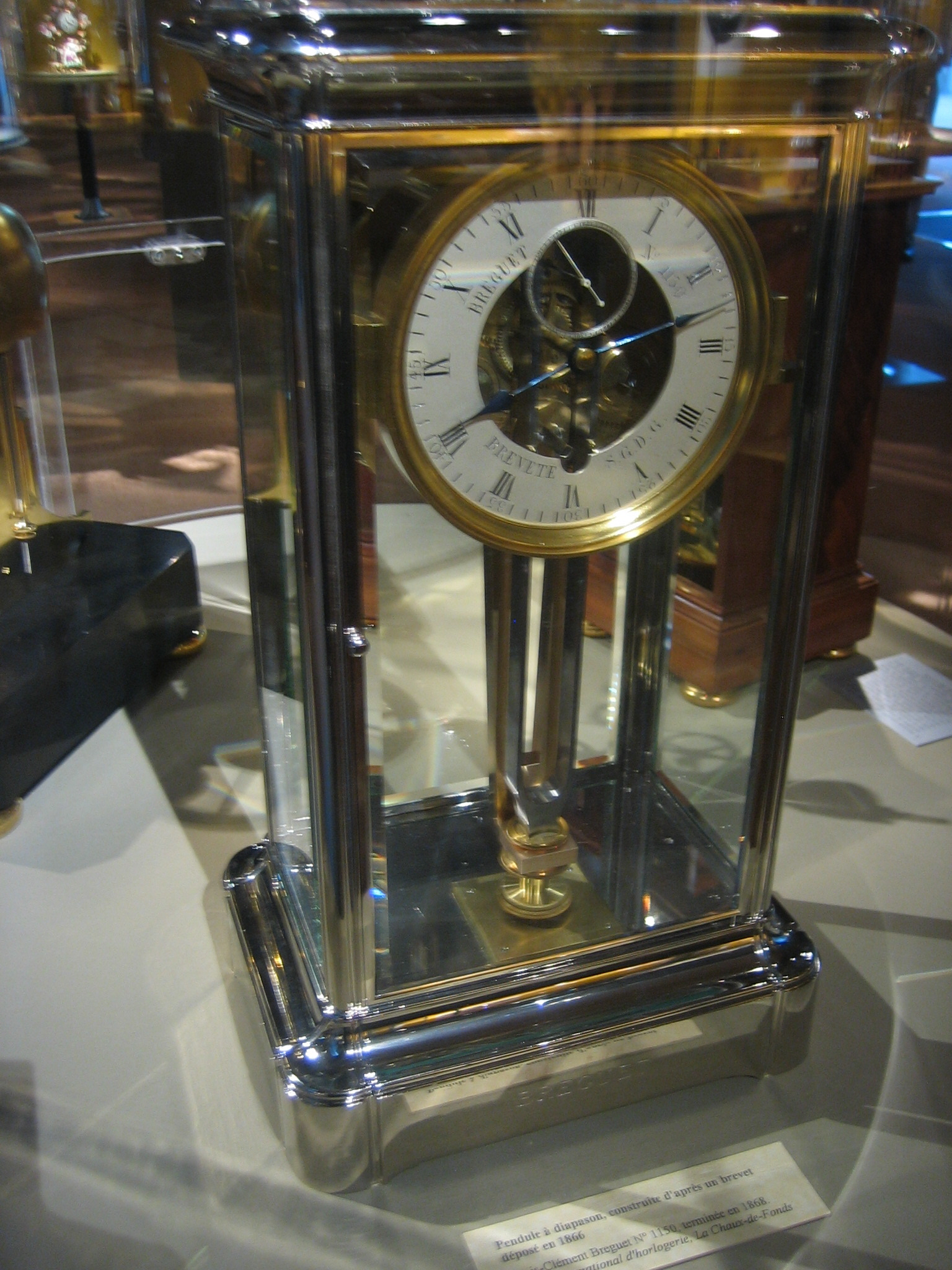
Rellotge Bulova de sobretaula de 1866

Bulova  és una marca de rellotges dels Estats Units famosa per haver fabricat el primer "rellotge electrònic" del món, el Bulova Accutron.
Bulova va passar a dissenyar els rellotges als Estats Units, però els fabricava a Suïssa i darrerament l'any 2008 ha estat comprada per la japonesa Citizen Watch Co.

## Història
L'any 1875 Joseph Bulova, un immigrant de Bohèmia va obrir, una petita joieria a Maiden Lane a la Ciutat de Nova York. El 1911, Bulova va començar la fabricació de rellotges de butxaca, rellotges de taula i rellotges de paret. A partir de la primera guerra mundial va fabricar rellotges de polsera. El 1928, Bulova va fabricar el primer ràdio-rellotge.

## Bulova Accutron - Max Hetzel
A partir de 1950, va desenvolupar el primer rellotge electrònic, el Bulova Accutron obra de l'inventor, Max Hetzel, nascut a Basilea, Suïssa, i que es va unir al Bulova Watch Company de Bienne, Suïssa, el 1948. La bobina del diapasó és accionada per un circuit electrònic amb un transistor que oscil·la a 300hz, de manera que el Bulova Accutron va passar a ser el primer "rellotge electrònic" del món. Més de 4 milions van ser venuts fins que la producció es va aturar el 1977.
En aquests anys, la NASA va demanar que li fabriqués un Bulova Accutron per l'espai. Com a resultat, Bulova va fer uns models que es van utilitzar en els temporitzadors i en les tècniques relacionades amb la mesura de temps durant els vols espacials, des de 1958 amb els Vanguard, fins a l'arribada a la lluna el 1969, encara que els astronautes van lluir l'Omega de polsera.